# キノミヤ信仰
キノミヤ信仰（しんこう）とは、日本における民間信仰の1つである。

## 概説
キノミヤ信仰は、神奈川県西部から静岡県伊豆半島にかけての相模灘沿岸部に広く分布する信仰で、主に「キノミヤ」を冠する神社をその対象としている。「キノミヤ」は、木宮、貴宮、来宮、黄宮、木野宮、紀伊宮などと書かれ、その祭神も一定でないが、樹木神か漂着神を祀る場合が多い。分布エリアは「鹿島踊り」が盛んな地域とほぼ重なる。
その名称の由来については諸説あって定説を見ないが、有力なものに以下のものがある。
- 「来の宮」説 -- 現鎮座地あるいはかつての鎮座地が海岸部に位置し、その創祀も漂着物を神体として祀るとするものが多いことから、漂着神（寄り来る神）に由来するという説
- 「木の宮」説 -- 神木を信仰する樹木信仰、あるいは木地師の信仰に由来するという説
- 「忌の宮」説 -- 祭祀の時に行われていた物忌みに由来するという説
- 「紀の宮」説 -- 紀伊国の神、すなわち熊野権現などに由来するとの説であるが、「紀伊」という地名がそもそも「木」に由来するので、上記「木の宮」の亜種とも見られる

もっとも定説を見ないのは、漂着した木株を祀ったとするなど、各要素が複合的に見られるためでもあり、未解明のところが多い信仰である。

## キノミヤ信仰の神社
著名な神社に以下のものがある。
- 紀伊神社（神奈川県小田原市早川） -- 旧称紀伊宮・木宮大権現。祭神は五十猛命・惟喬親王。
- 貴船神社（神奈川県足柄下郡真鶴町） -- 旧郷社。旧称貴宮大明神。祭神は大国主神・事代主神・少彦名神。
- 来宮神社（静岡県熱海市西山町） -- 旧村社、現別表神社。祭神は五十猛命。
- 来宮神社（静岡県伊豆市八幡） -- 旧郷社。祭神は五十猛命。
- 八幡宮来宮神社（静岡県伊東市八幡野） -- 旧郷社。八幡宮に来宮神社を合祀。来宮神社の祭神は伊波久良和気命。
- 志理太乎宜神社 (来宮神社)（静岡県賀茂郡東伊豆町白田） -- 旧村社、式内社論社。祭神は五十猛命。
- 川津来宮神社 (杉桙別命神社)（静岡県賀茂郡河津町田中） -- 式内社、旧郷社。旧称来宮(木宮)明神。祭神は杉桙別命。

以上のほかにも、分布圏内には「キノミヤ」を称さないものの、木の神や漂着神を祀り、特異な忌みを課す神社も多くある。
また、かつては近江国滋賀郡の湖南地方において、特に11月23日を限り、火難を逃れるために無用の火を燃やすことを戒め、また終日煮炊きした物を口にしない「季宮精進（きのみやしょうじん）」という習俗があり、これは「キノミヤ信仰」と同系統のものであったとされる。